# Exocentrus m-signatus
Exocentrus m-signatus är en skalbaggsart som beskrevs av Maurice Pic 1933. Exocentrus m-signatus ingår i släktet Exocentrus och familjen långhorningar. Inga underarter finns listade i Catalogue of Life.